# 三木武吉
三木 武吉（みき ぶきち、1884年（明治17年）8月15日 - 1956年（昭和31年）7月4日）は、日本の政治家。衆議院議員（11期）。
鳩山一郎の盟友で、自由民主党結党による保守合同を成し遂げた最大の功労者。「ヤジ将軍」「策士」「政界の大狸」などの異名を取った。同姓で名前も似ている三木武夫とは縁戚関係にはない。

## 生涯

### 政治家になるまで
香川県高松市磨屋町に骨董商、三木古門の長男として生まれる。
高松中学（現香川県立高松高等学校）2年の時、うどん食い逃げ事件の首謀者として退校処分となり、京都の同志社中学（現同志社高等学校）に転じたが、乱闘事件を起こし放校される。星亨を頼り上京、星の法律事務所に書生として住み込むという日、1901年（明治34年）6月21日に星が暗殺された。
東京専門学校（現早稲田大学）に入学。学友には大山郁夫、永井柳太郎、橋戸頑鉄（信）らがいる。新宿で女遊びに明け暮れる一方、野球や法律の勉強に懸命に取り組んだ。創部当初の早稲田大学野球部にも入部してはいたものの、その腕前は非常に拙いものであったという。ただ早大野球部の公式文書である部史に名前はなく、また稲門倶楽部員でもない。後に三木夫人となり、早稲田小町と呼ばれて学生から人気だった天野かね子とのなれそめもこの頃である。1904年（明治37年）、東京専門学校を卒業。早稲田大学図書館に短期採用され、写字生として働いた。
翌年の1905年（明治38年）に日本銀行に入行、門司支店に配属となるが、ポーツマス条約に反対する政府弾劾演説会に飛び入り参加し、桂太郎内閣退陣を要求する演説をして服務規定違反を問われ免職となる。1907年（明治40年）、判事検事登用試験に合格、東京地方裁判所司法官試補に任じられるが、宮仕えは性格にあわず、7ヵ月後、弁護士となる。同年、天野かね子と結婚。

### 憲政会所属の政党政治家として

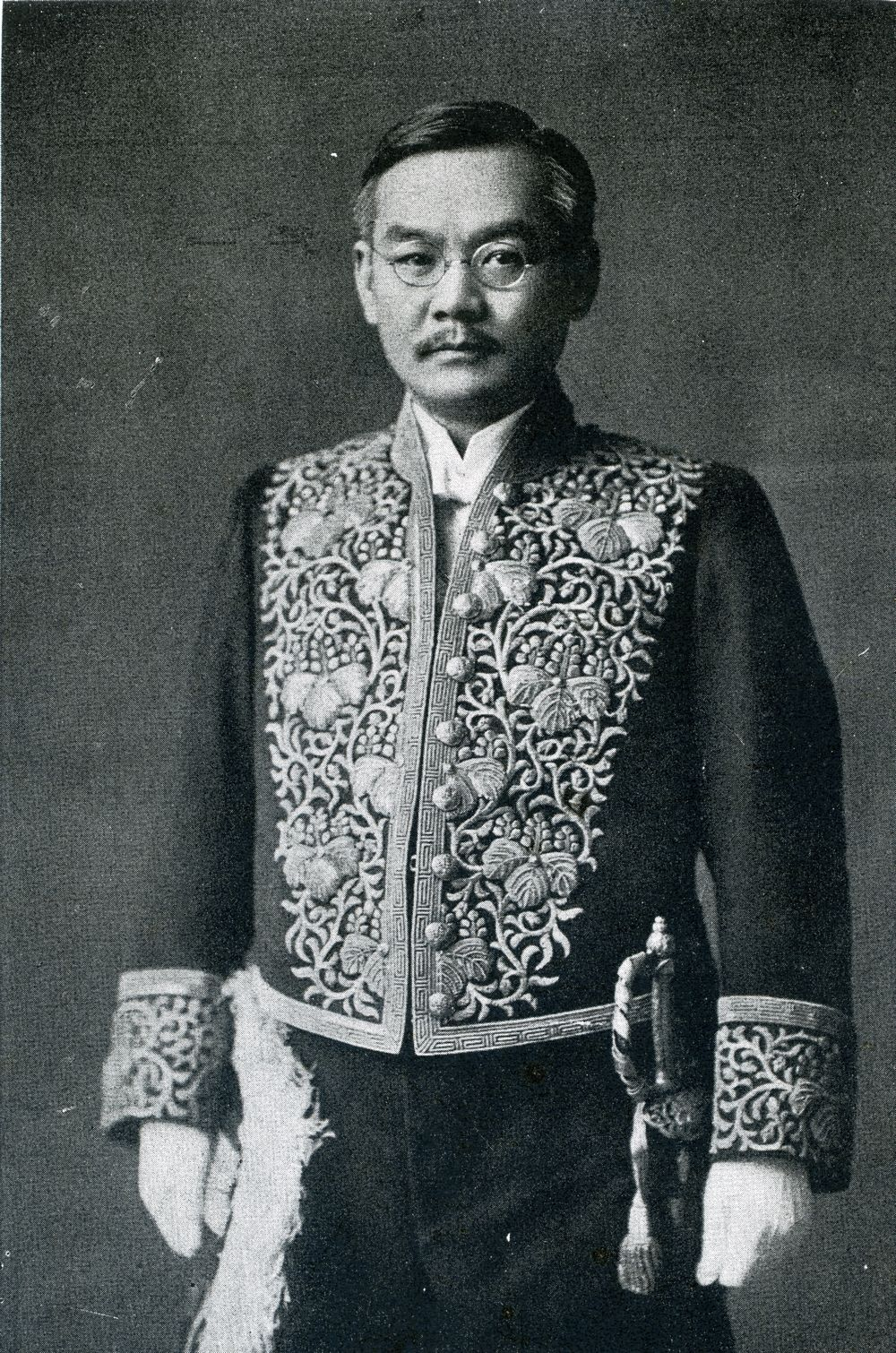
勅任文官大礼服を着用した三木（1924年）

1913年（大正2年）、牛込区議会議員に当選。次いで衆議院議員総選挙に立候補するが、落選。1916年（大正5年）、憲政会に入党し、翌年の1917年の衆議院議員総選挙で衆議院議員に当選する。
衆議院議員に当選した三木は頭角を現し、特に舌鋒鋭く政府を批判し、「ヤジ将軍」の名をほしいままにした。1920年（大正9年）6月29日から開会された第43議会では、原敬内閣の大蔵大臣高橋是清が海軍予算を説明中、「陸海軍共に難きを忍んで長期の計画と致し、陸軍は十年、海軍は八年の…」と言いかけるや「ダルマは九年!」と飛ばしたヤジは余りにも有名である。また、普通選挙をめぐり内務大臣床次竹二郎と論戦を展開し、濱口雄幸の目に留まる。以後、三木は濱口に親炙することとなる。
1920年（大正9年）、帝国議会のシベリア出兵に関する調査団の一員として、1ヶ月間シベリアを視察した。この視察後、三木は、憲政会総裁加藤高明や濱口から高い評価を得ることとなる。
1922年（大正11年）6月には、東京市会議員にも立候補し当選。東京市政浄化を主張して市政革新同盟を結成し、立憲政友会系の新交会と対決する。後に同志となる鳩山一郎は、新交会でこの時点では東京市政をめぐり政敵であった。1924年（大正13年）1月、当選2回、39歳で憲政会幹事長に抜擢され、同年5月の総選挙で憲政会を指揮、憲政会は第一党となり、6月、護憲三派（憲政会、政友会、革新倶楽部）による第一次加藤高明内閣が成立した。
三木は、かねてから親炙していた濱口が大蔵大臣に就任したことにより、濱口蔵相のもと大蔵参与官に任命される。1927年（昭和2年）には濱口を代表とする立憲民政党に参加する一方で、欧州視察に出発。こうして三木の戦前における政治生活は絶頂を迎えるが、好事魔多しの喩え通り、1928年（昭和3年）の京成電車疑獄事件に連座、
1931年（昭和6年）の一審判決で懲役4か月が言い渡される。この判決に対し「世間を騒がしたことは申し訳ない」としつつも「合法的でない裁判は不満。無実を確信しているので無罪になるまで戦う」として控訴。控訴審では懲役3ヶ月に減刑されたものの上告。1934年（昭和9年）に上告が棄却されて懲役3か月の実刑判決が確定、一時政界を去ることになった。これにより正五位を失位、勲四等及び第一回国勢調査記念章、大礼記念章（昭和）を褫奪された。
この間、1932年（昭和7年）には。東京府会市部会の正副議長選挙の推薦者をめぐり大神田軍治と衝突。激論を繰り広げた。

### 政界復帰、公職追放
1939年（昭和14年）、報知新聞社社長に就任。1942年（昭和17年）、衆議院議員総選挙（いわゆる「翼賛選挙」）に非推薦で出馬し当選、政界に復帰。この選挙では鳩山一郎も非推薦で当選している。戦前、鳩山は政友会、三木は民政党の幹部であり、お互いに敵同士であったが、戦時中はともに軍部に抵抗する自由主義政党人として、鳩山と三木は将来の「鳩山首相、三木衆院議長」を誓い合う。同年8月には買収合併の形で報知新聞社を読売新聞に譲渡した。
終戦後、三木は日本自由党の創立に参画。1946年（昭和21年）4月、衆議院議員総選挙で自由党は第一党となり、鳩山内閣成立が現実味を帯びたものとなるが、鳩山は組閣直前に公職追放となり、内閣成立は一歩手前で頓挫。鳩山に代わって吉田茂が自由党総裁となり、吉田内閣を組閣した。
吉田は戦前、政党が軍部に恭順したことに嫌悪感を持っていたため、幹事長河野一郎や総務会長の三木ら自由党幹部に相談せず人事を決める。自由党執行部は激昂し、吉田総裁を除名すべしとの極論も出るが、三木は吉田首班を認めない場合、社会党に政権が行く可能性ありとして党内世論の沈静化に努めた。
第1次吉田内閣成立の2日後、1946年（昭和21年）5月24日に三木も公職追放を受ける。公職追放後に高松に戻るが、市内の邸宅は戦災で焼失していたため、前年11月に先行して濤洋荘に移っていた家族に合流し、荘を買い取った。追放中の5年間をここで過ごした。
追放中の1948年5月、政治資金に関する問題で衆議院不当財産取引調査特別委員会に証人喚問された。

### 吉田内閣打倒、鳩山内閣誕生へ

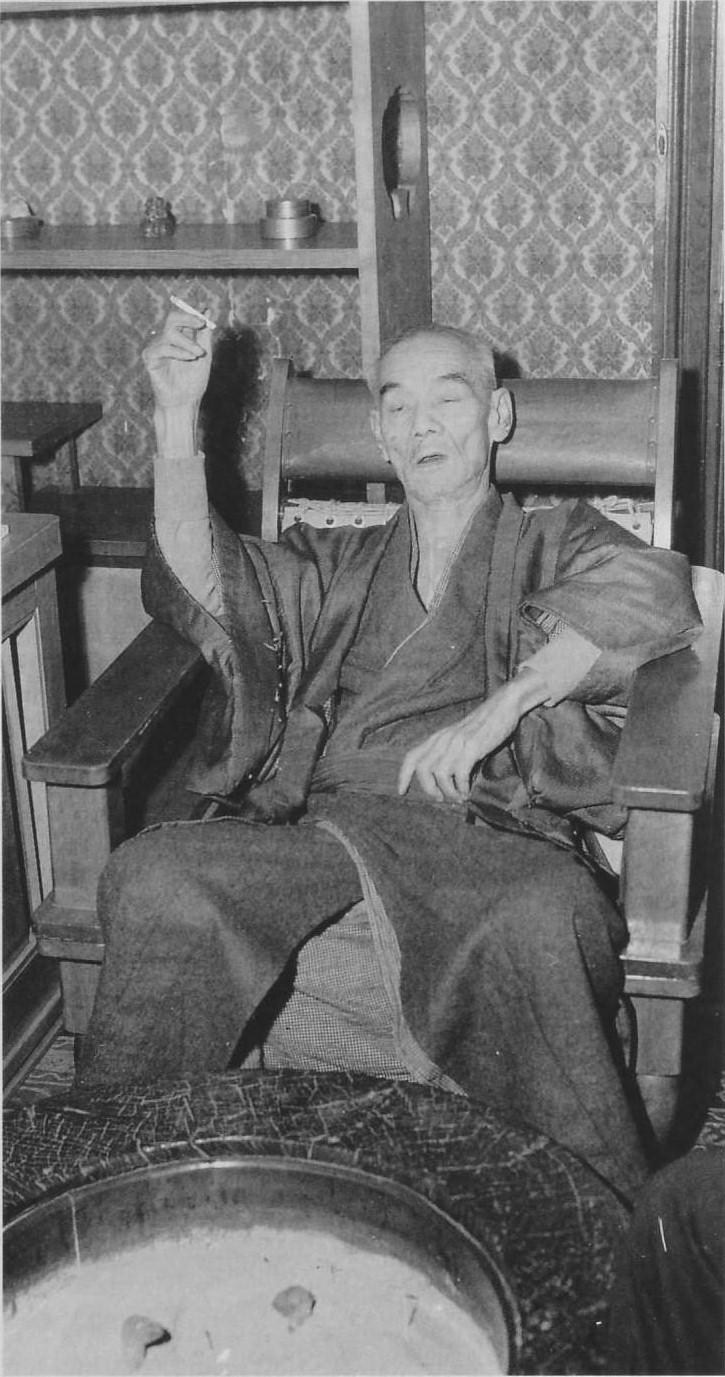
吉田茂の「バカヤロー発言」の後に、広川弘禅への懲罰処分問題に関して自宅で記者団と懇談する三木

1951年（昭和26年）6月24日に公職追放が解除されると、三木は鳩山、河野らと共に吉田打倒に動き出した。自由党に復帰するが、すでに自由党は吉田直系の「吉田学校」で固まっており、「鳩山復帰後は総裁を譲るという約束」は事実上反故にされ、鳩山、三木、河野らは新党結成を目指した。
しかし、鳩山が脳溢血で倒れ、新党結成は頓挫、三木は自由党内での反吉田闘争に路線を変更する。三木は「寝業師」としてあらん限りの智謀を傾け反吉田闘争の先頭に立つ。これに対して吉田は政治顧問、松野鶴平の助言で1952年（昭和27年）8月、抜き打ち解散を実施し、鳩山派を揺さぶった。また、広川弘禅の入れ知恵で吉田は反党的言動を理由に石橋湛山、河野一郎の両名を自由党から除名した。肝心の三木が除名されなかったのは、第1次吉田内閣成立時の三木の働きに吉田が恩義を感じており、三木の除名を退けたためという。
総選挙の結果、自由党は第一党となり、第4次吉田内閣が成立する。鳩山派は党内野党ともいうべき「民主化同盟」（民同）を結成。通商産業大臣池田勇人の「中小企業の一つや二つ倒産し、自殺してもやむを得ぬ」との失言に対し野党から池田通産相不信任決議案が提出されると、鳩山民同は本会議を欠席し、不信任案を可決させ、池田は通産相を辞任した。
12月、鳩山民同は補正予算案通過を背景に吉田執行部に圧力をかける。1953年（昭和28年）、石橋、河野の自由党除名を取り消させると同時に、吉田側近の幹事長林譲治、総務会長益谷秀次を辞任させ、三木は益谷の後任の総務会長に就任する。三木は吉田体制の攪乱を謀り、吉田が後継者として緒方竹虎を念頭に置いていると吹き込み、広川を吉田側から離反させることに成功した。さらに、ことさら「広川幹事長・三木総務会長」との人事案を吉田陣営に提示し、「吉田が飲めば広川幹事長を通じて党を動かせる」「吉田が飲まなければ広川は吉田を恨み鳩山陣営に近づく」という王手飛車取りの策をみせた。結局広川幹事長は実現せず、水面下での広川の吉田からの離反は決定的となった。
2月28日、吉田首相は、西村栄一の質問に対してバカヤローと発言。三木は、右派社会党の浅沼稲次郎と秘密裏に会談し、内閣不信任決議案提出を考えていた浅沼を翻意させ内閣総理大臣の懲罰動議を提出させる。また戦前派代議士である大麻唯男、松村謙三らに三木武夫を加えこれらに根回しをした上で、さらに広川派30数名を本会議に欠席させ、懲罰動議を通過させた。
さらに、渋る野党を説得して内閣不信任決議案を提出させ、三木は内閣不信任決議案を取引材料に吉田と会談し、辞職を迫った。しかし吉田は会談を拒否し、鳩山民同22名は自由党を脱党。内閣不信任決議案に賛成投票する。3月14日、衆議院は賛成229票、反対218票で吉田内閣不信任決議案を可決した。さらに広川ら16名も脱党し、分党派自由党を結成。
吉田は直ちに衆議院を解散した（バカヤロー解散）。選挙の結果は、自由党が23名減の199議席だが、依然第一党の地位を確保し、分党派自由党は35議席にとどまった。選挙から半年後の11月に吉田・鳩山会談がもたれ、鳩山派の多くは自由党に復党。三木、河野、松田竹千代、松永東、中村梅吉、山村新治郎、池田正之輔、安藤覚の八人だけは復党を拒絶し、日本自由党を結成した。このメンバーは「七人の侍」をもじって「八人の侍」と称された（ただし『七人の侍』の公開は翌1954年である）。
1954年（昭和29年）1月、保全経済会事件が発覚。この事件はさらに造船疑獄へと発展し、自由党の幹事長佐藤栄作、政務調査会長池田勇人に疑惑が持たれる。この間、自由党、改進党、分党派自由党が集まり、統一保守党結成に向け、各党代表者間で話し合いが持たれたが、決裂。三木はこの機を逃さず、改進党の大麻唯男、三木武夫、自由党の鳩山一郎、岸信介と結んで、反吉田の新党結成に乗り出す。11月に日本民主党が結成、鳩山一郎は総裁、岸信介は幹事長、三木は総務会長に就任した。
12月、吉田内閣はついに総辞職し、第1次鳩山一郎内閣が成立した。「鳩山首相、三木衆院議長」という三木の宿願の半分は達成された。だが、その後の総選挙の直後に行われた衆議院議長選挙では、日本民主党以外の党が一致して自由党の益谷秀次を統一候補として出したために、慣例では議長に就く筈の与党候補の三木は落選してしまい、宿願のもう半分は幻と消えた。

### 保守合同から死去まで

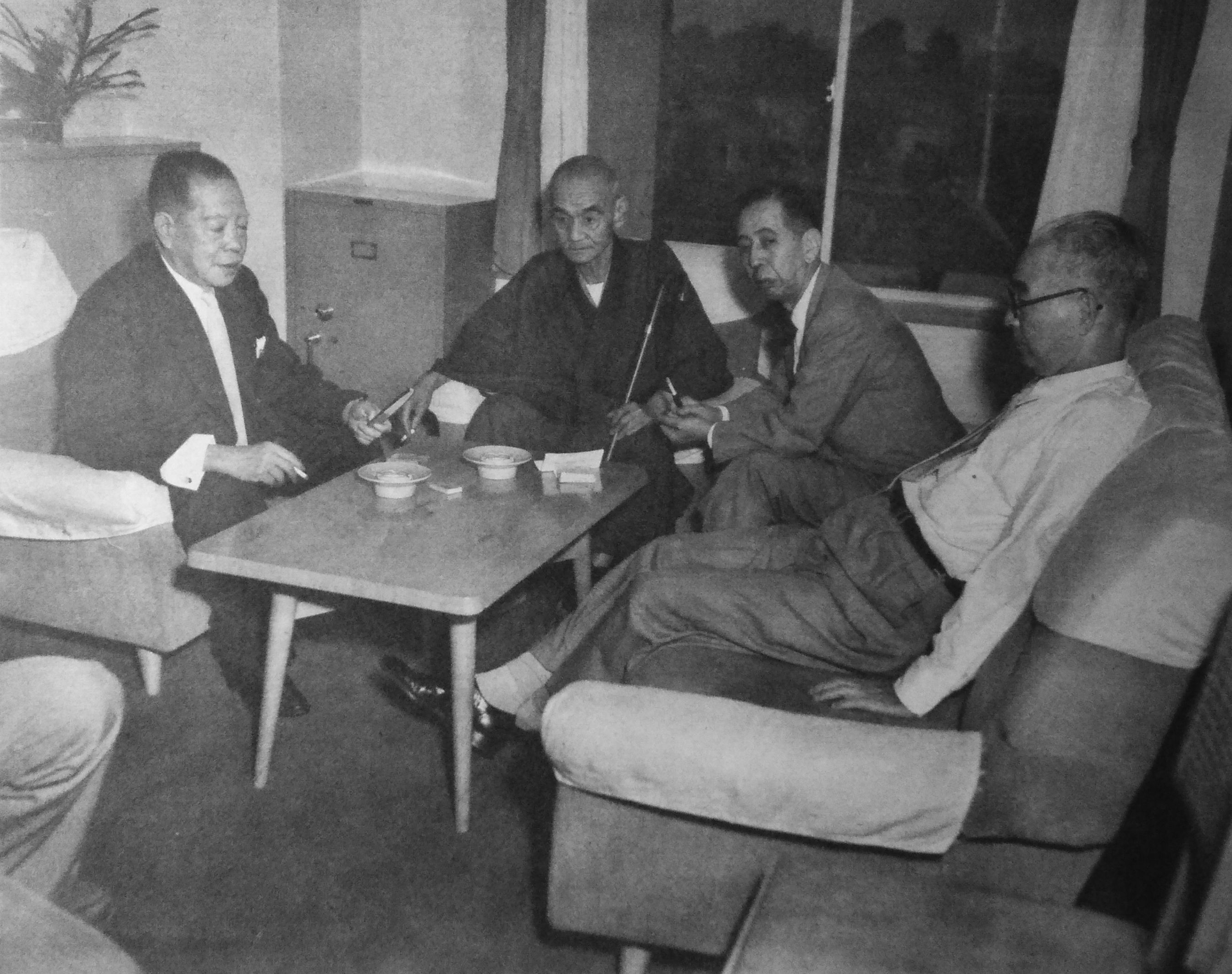
保守合同に向けて会合を開く日本民主党と自由党の指導部（1955年夏）。左から大野、三木、岸、石井

1955年（昭和30年）4月13日、三木は保守政党の結集を呼びかけ、そのために鳩山内閣が障害となるなら総辞職も辞さないと発表する。三木は、社会党再統一に危機感を抱いていた。また、この時期、医者から癌のため余命3年を宣告されていた。三木は党内合意を取り付けに動くと同時に、自由党に工作を開始する。
5月15日、三木は自由党総務会長の大野伴睦と会談を持つ。大野は戦前以来の鳩山側近であったが、かつては鳩山とは敵対関係であった三木が鳩山の一番の側近に納まったことで、居場所を失い、鳩山のもとを去ったと言う事情があり、三木が最も恨まれていた相手の一人であった。だが、三木は浪花節と愛国の情をもって、巧みに大野を口説き、大野の賛成を得る。
岸、三木、石井、大野による四者会談が持たれ公式に自由・民主両党間で保守合同に向けて動き出す。これに対して民主党内では三木武夫、松村謙三らが保守二党論をもって反撃する。議論がまとまらない中、鳩山首相が涙ながらに内閣総辞職を口走り、これに慌てた一同は保守合同に賛成することになる。
しかし、最後に総裁に誰がつくかをめぐり自由・民主両党は議論が平行線をたどった。結果、総裁を棚上げし、総裁代行委員を設置、結党後、公選により総裁を選出することが決定された。こうして、困難と思われた保守合同が成し遂げられ、日本初の統一保守党・自由民主党が結成された。三木は、鳩山、緒方、大野とともに総裁代行委員に就任した（5ヵ月後、鳩山が自民党総裁に就任）。この際、三木は「（総理は）鳩山の後は緒方、岸、池田とここまでは予想できる」と論評した。もっとも複雑な対立関係を孕んだままスタートした自民党の将来には「10年持てば」と評したことがよく知られている。

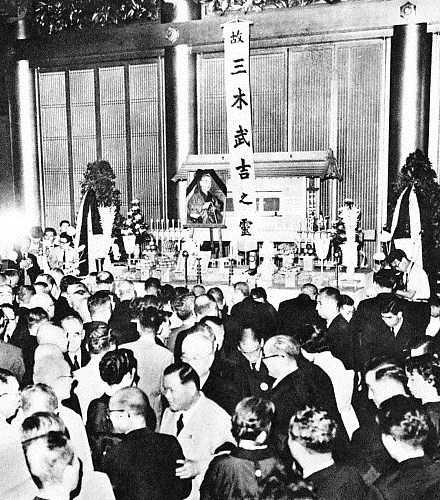
三木の葬儀（1956年7月）

1956年（昭和31年）4月から病床に臥すようになり、容態は次第に悪化していった。7月4日に東京都目黒区の自宅で現職のまま死去、71歳。死因は胃癌だったといわれる。死没日をもって勲一等旭日大綬章追贈、正三位に叙される。

## エピソード

### 発言
初当選した1917年（大正6年）の第13回衆議院議員総選挙の演説会において、立憲政友会の候補、坪谷善四郎が「名前は言わないが、某候補は家賃を2年分も払っていない。米屋にも、1年以上ためている。このような男が、国家の選良として、議政壇上で、国政を議することができるでありましょうか。この一事をもってしても某候補のごときは、いさぎよく立候補を辞退すべきものと、私は信ずるのであります」と三木を批判した。すると三木は次の演説会場で、「某候補がしきりと、借金のあるものが立候補しているのはけしからんと、攻撃しているそうだが、その借金がある某候補とは、かく言う不肖この三木武吉であります。三木は貧乏ですから、借金があります。米屋といわれたが、それは山吹町の山下米屋であります。1年以上借金をためているといわれたがそれは間違いで、じつは2年以上もたまっております。家賃もためているのは2年以上ではない。正確にいいますれば、3年以上も支払いを待ってもらっておるわけです。間違いはここに正しておきます」と反論し、会場は拍手と爆笑に包まれ、「えらいぞ、借金王」と野次が飛んだ。その会場には、三木の大家や借金先の山下米店の主人山下辰次郎も来ており、その後、三木に促されて両者とも立ち上がった。その時山下が「私は米屋の山下です。どうか皆さん、三木先生をご支援願います」と述べ、すっかり参った坪谷はそれ以来三木の借金の話をしなくなった。
戦後、公職追放解除後の第25回衆議院議員総選挙では、選挙中の立会演説会で対立候補の福家俊一から「戦後男女同権となったものの、ある有力候補のごときは妾を4人も持っている。かかる不徳義漢が国政に関係する資格があるか」と批判された。ところが、次に演壇に立った三木は「私の前に立ったフケ（＝福家）ば飛ぶような候補者がある有力候補と申したのは、不肖この三木武吉であります。なるべくなら、皆さんの貴重なる一票は、先の無力候補に投ぜられるより、有力候補たる私に…と、三木は考えます。なお、正確を期さねばならんので、さきの無力候補の数字的間違いを、ここで訂正しておきます。私には、妾が4人あると申されたが、事実は5人であります。5を4と数えるごとき、小学校一年生といえども、恥とすべきであります。1つ数え損なったとみえます。ただし、5人の女性たちは、今日ではいずれも老来廃馬と相成り、役には立ちませぬ。が、これを捨て去るごとき不人情は、三木武吉にはできませんから、みな今日も養っております」と愛人の存在をあっさりと認め、さらに詳細を訂正し、聴衆の爆笑と拍手を呼んだ。この選挙では三木がトップ当選を果たし、福家は最下位で落選している。
「およそ大政治家たらんものはだ、いっぺんに数人の女をだ、喧嘩もさせず嫉妬もさせずにだ、操っていくぐらい腕がなくてはならん」と、男っぷり溢れる発言をしたり、松竹梅といわれた3人の妾 (ちなみにこれは、愛人のランクではなく、実際に名前が松子、竹子、梅子だった) を囲ったりした。松子には神楽坂で待合茶屋を持たせた。晩年も精力に衰えはなく、72歳で亡くなるときも愛人が5人いたという。しかしその一方で愛妻家でもあり「本当に愛情を持ち続けているのは、やはり女房のかね子だ。ほかの女は好きになった…というだけだ」と述べている。妾たちもかね子を別扱いにして、世話をしていた。
東條英機内閣が提出した企業整備法案について党議決定する翼賛政治会代議士会で、中野正剛が翼政会の幹部を指差して「おおよその権力の周囲には、阿諛迎合のお茶坊主ばかりが集まる。これがついには国を亡ぼすにいたる。日本を誤るものは、翼政会の茶坊主どもだ」と発言し、主流派議員が中野を野次った時、にわかに立ち上がり「茶坊主ども、黙れ!」と、野次る議員を黙らせた。
死期が迫った1956年、枕元に呼んだ馬場元治に「こどもをよろしく」と消え入るような声で伝えたが、馬場は「妾もたくさん、子もたくさん。さてはて、どの子どものことか」と思ったが、三木が亡くなってからはたと気がついた。「こども」は「子ども」ではなくて「こだま＝児玉誉士夫」のことだったのだ。

### やじ
前述のとおり、原敬内閣の大蔵大臣高橋是清が海軍予算を説明中、「陸海軍共に難きを忍んで長期の計画と致し、陸軍は十年、海軍は八年の…」と言いかけたときに「ダルマは九年!」とヤジった。これは、高橋のあだ名の「ダルマ」に、「達磨大師（だるまたいし）が、中国の少林寺で壁に向かって九年間座禅し、悟りを開いた」という面壁九年の故事をかけた、機知に富んだものだった。議場は爆笑に包まれ、高橋も演説を中断して、ひな壇にいた原を振り返り、苦笑いした。普段から謹厳なことで知られる加藤高明や濱口雄幸までが議席で笑い声をあげたという。
原内閣のある閣僚が、何の抑揚もないお経のような調子で、提出法案の趣旨説明をすると、一区切りついたところで「次のお焼香の方、どうぞ」とやじり、議場は爆笑に包まれた。
赤線関係のボスである大阪選出の立憲政友会議員が、その議席からまったく議場に通らないような声で、「一身上の都合で弁明したい」と発言しくどくど弁明を始めると、三木は、「どうぞご登壇ください、ご登壇を」とやわらかくヤジった。その代議士が壇上に上がり一礼すると、「お名前は？」とヤジり、その代議士が「○○だんね。覚えときなはれ」と大阪弁で名乗った。するとすかさず「ご商売は？」とヤジり、その代議士は何もいえなくなってしまい、その人物の職業は誰もが知っているため、議場がわいた。

### 政策
三木はシベリア出兵の視察で、「シベリア出兵は内政干渉であり、その背後には、明治以来の藩閥の流れを引く日本陸軍の武力的野心がある」との感想を持った。そこで、三木はこの責任を追及し、藩閥、官僚、軍部の息の根を止め、政党や議会政治の確立につなげようと考え、質問演説、公開文書を作成した。三木は、当時の原内閣弾劾決議案も視野に出来上がった原稿を、濱口雄幸を通して、憲政会総裁加藤高明に提出した。1日置いて、加藤と濱口は、三木を呼び出した。加藤は、三木の調査資料やそれに基づいた意見を「逐一感心した」と褒めた上で、これに基づいての質問や弾劾をやめるように求めた。濱口は、「三木の調査内容は正しいが、これに基づいて、質問や弾劾をすれば、諸外国の日本に対する疑念を認めることになり、日本は国際的信用を失う」との趣旨の説明をし、「倒閣の決め手は、内政の問題であるべきだ」とした。加藤はそれに自らの外交官だった経験を踏まえて「外国の政治家でも、一流といわれた人々は、国家的問題については党派を超えていくものだ」と付け加えた。これによって三木は、「たとえ相手を倒すべき絶好の材料を持っていようとも、それが国家の尊厳を害し、対外的に重大な影響を与える場合、これを軽々に取り上げて批判、論難を加えてはならない」との考えを持つに至った。また、この件で加藤や浜口は、「三木という人間はなかなかのものだ」と評価した。
売薬法改正問題で揺れていた当時、改正派の一人である大正製薬創業者の石井絹治郎に説得され、改正を後押しする。同県のよしみから、改正後も石井とは交友を深める。

### 術数
ある本会議で、憲政会提出の普通選挙法案が上程されたとき、立憲政友会は、一事不再議の原則から、憲政会が再提出できないように、一挙に否決してしまおうと考えた。ところが、採決をしようというときに、三木が分厚い書類を抱え遅れて出席し、「緊急動議を提出します」と叫んだ。衆議院議長の大岡育造が三木を指名すると、「この神聖であるべき議場の、しかも議長席に、あたかも議長であるがごとき態度で、傲然と着席しているのは何者か。そのような者が着席している間は、審議を進めるわけにはまいらない。ただちに散会すべきである。しこうして、まず、その議席におる、何物かわからないものより去れ」と言った。大岡が「三木君には、この大岡が何に見えるのか！我輩が、大岡に見えない…というのは、三木君一人だ。気が狂ったのではないか！」と反論したが、三木は「気が狂ったとは、なにごとか！議長であるというならば、当然、議員である。しかるに君は、議員徽章を佩用していない。それなくして、議場では議員と認めがたい。議員にあらざる議長など、認めることはできない」と応酬、大岡は「徽章の有無にかかわらず、この大岡を議長と認めないものはいない。徽章は議員であるというしるしで、別に佩用せんともよい」とせせら笑ったが、「君は、自分が大岡であると、知らぬものはいないから徽章はいらぬという考えらしいが…議場入場のさいは、徽章を佩用すべしと議員規則にある。したがって佩用せざるものは、議場においては議員にあらずだ。いわんや、議長ではありえないのだ」と述べ、さらに、抱えたいた分厚い書類を開いて高く差し上げ、「これは先例集だ。本会議場において、徽章を佩用せざるものは、議員と認めずという先例がある」と詰め寄った。大岡は顔面蒼白になり、「先例があるなら、やむをえん…」と本会議を流会にした。なお、実際にはそのような先例はなく、これは三木のハッタリである。
東條内閣が提出した戦時刑事特別法改正案の党議を決める翼賛政治会代議士会が、法案審議をしていた特別委員会で反対論が強かったため荒れたのを利用し、当時の呆然とする代議士会長小泉又次郎から議長席を譲り受け、有志代議士会に切り替えて、政府原案反対の決議を取った。しかし、後に切り崩しに会い、ほぼ異論なしで政府原案が党議決定した。
第1次吉田内閣が成立する時に与党内の反吉田空気を収拾した名人芸は次のようなものであったという。収拾策を相談しに来た吉田の側近林讓治（第1次吉田内閣内閣書記官長）に「かまわんから参内してしまえ」と見切り発車をけしかけ、知らぬ顔で総務会に出席。そして席上、時間を見計らって「うん、この時間だと吉田はもう参内してしまったかもしれんぞ」と今気づいたように言い出す。確認したところ当然吉田はすでに参内していて「なんというやつ」「許せない」「除名だ」と強硬論が渦巻く。そこで三木がやおら立ち上がって「諸君の怒りはもっともだ、吉田の行動は許せない、断乎抗議する」と言った後に、「しかし考えてもらいたい、総選挙以降の政治空白を考えればここで吉田内閣を潰すようなことになったらGHQはどう見るか、あるいは社会党に政権が行くかもしれん……」という具合に事態を収拾して吉田内閣発足に至らしめたという。
日本民主党総務会長在職中に日本国有鉄道宇高連絡船紫雲丸事故が発生し、国鉄総裁長崎惣之助が辞任した後の後任に十河信二を候補に挙げ、三木武吉自ら十河に国鉄総裁就任を説得した。会談の席で総裁就任を渋る十河に対し、三木は「君（十河）の祖国たる国鉄は不祥事続きで危機に瀕しておるだろう。君は赤紙が出ても祖国の危難に立ち向かおうとしない不忠者なのか!」と激しく詰め寄り、十河に「私は不忠者にはならん!」と応えさせ国鉄総裁就任を決意させたことでも知られる。

### その他
大正昭和以降の保守系の大物政治家でありながら非常に珍しいことに、閣僚を経験したことが全くなかった。
「猿は木から落ちても猿だが、政治家が選挙に落ちたらただの人」という名言は誤って三木の発言として語られることがあるが、正しくは大野伴睦の台詞である。
寝業師型、調整型政治家の代表例としていまだに名声が高く、中曽根康弘は金丸信、野中広務のそれぞれの全盛時に「三木武吉を越えた」とおだててみせたことがある。
香川県高松市内の栗林公園近くに銅像が建っている。

## 著書
- 『産金増殖の具体政策 非常経済最後の支柱』森享、1937年7月20日。NDLJP:1150183。
- 『新体制下の新聞問答』青木武雄、1940年9月13日。NDLJP:1094373。